# SønderjyskE Fodbold
El SønderjyskE Fodbold es un equipo de fútbol de Dinamarca que juega en la Superliga danesa, la primera categoría de fútbol en el país.

## Historia
Fue fundado el 14 de julio de 1903 en la ciudad de Haderslev con el nombre Hadeslev FK, el cual usaron hasta el año 2000. Posteriormente cambiaron de nombre por el de HFK Sønderjylland hasta el 2003, cuando el club fue refundado con el nombre actual.
El club ha militado en más de 10 temporadas en la máxima categoría, aunque no ha podido salir campeón. En la temporada 2019/20 gana su primer título importante al ser campeón de la Copa de Dinamarca.
El club consigue participar por primera vez en un torneo internacional cuando logra clasificar a la Liga Europa de la UEFA 2016-17, donde fue eliminado en la ronda de playoff ante el Sparta Praga de la República Checa.

## Palmarés

### Torneos Nacionales (2)
- Primera División de Dinamarca (Segunda División) (1): 2004-05
  - Subcampeón de la Superliga de Dinamarca (1): 2015-16
- Copa de Dinamarca (1): 2019-20
  - Subcampeón (1): 2020-21

## Participación en competiciones de la UEFA
| Temporada | Torneo             | Ronda             | Club            | Casa | Visita     | Global |
| --------- | ------------------ | ----------------- | --------------- | ---- | ---------- | ------ |
| 2016–17   | UEFA Europa League | 2ª Clasificatoria | Strømsgodset    | 2–1  | 2–2 (pró.) | 4–3    |
| 2016–17   | UEFA Europa League | 3ª Clasificatoria | Zagłębie Lubin  | 1–1  | 2–1        | 3–2    |
| 2016–17   | UEFA Europa League | Playoff           | Sparta Praga    | 0–0  | 2–3        | 2–3    |
| 2020–21   | UEFA Europa League | 3ª Clasificatoria | Viktoria Pilsen | –    | 0–3        | 0–3    |